# Zadravec
Zadravec is een plaats in de gemeente Bedekovčina in de Kroatische provincie Krapina-Zagorje. De plaats telt 150 inwoners (2001).